# Crise de Consciência
Crise de Consciência é o primeiro livro de Raymond Franz, ex membro do Corpo Governante das Testemunhas de Jeová, que havia deixado o movimento em 1979, publicou  o livro em inglês em 1983 pela editora Commentary Press de Atlanta, Estados Unidos, e em português do Brasil pela Editora Hagnos, São Paulo, em 2002. Esta edição atualmente está esgotada, mas o livro está disponível em formato eletrônico, na página oficial da editora. O livro foi atualizado e revisado 4 vezes, com edição final em 2004. Foi traduzido para checo, dinamarquês, holandês, francês, alemão, italiano, japonês, polonês, Português, russo, espanhol e sueco. Segundo alguns autores, é um importante livro de exposição sobre o funcionamento da Sociedade Torre de Vigia de Tratados de Sião

## Visão Geral
Apresenta o relato dos quarenta anos do ministério de tempo integral de Raymond Franz, ao serviço da Sociedade Torre de Vigia de Bíblias e Tratados (dos EUA), incluindo os 9 anos que serviu como membro do Corpo Governante das Testemunhas de Jeová. Segundo os editores é "uma visão penetrante do conselho supremo de uma religião e seu dramático poder sobre vidas humanas". Afirma explicar documentadamente o funcionamento das reuniões da liderança da religião, e como seriam tomadas as suas decisões. O simples fato de uma Testemunha de Jeová possuir este livro supostamente pode resultar numa ação judicativa.

### As credenciais de Raymond Franz
Sobre sua família e sua efetiva atividade entre as Testemunhas de Jeová, Raymond Franz descreve:

Meu pai e minha mãe (e três dos meus quatro avós) eram Testemunhas, tendo meu pai sido batizado em 1913, quando as Testemunhas eram conhecidas simplesmente como Estudantes da Bíblia. Só me tornei uma Testemunha ativa depois de completar dezesseis anos de idade. Embora ainda na escola, já há muito tempo eu gastava de vinte a trinta horas por mês no “testemunho” de casa em casa, ficando de pé nas esquinas das ruas com revistas e distribuindo panfletos, enquanto usava cartazes que diziam: “A Religião é um laço, a Bíblia diz por quê. Sirva a Deus e a Cristo, o Rei.”

Sobre o batismo e as perseguições nos Estados Unidos em 1940:

Fui batizado em 1939 e, em junho de 1940, tendo me graduado na escola secundária, ingressei imediatamente no serviço de tempo integral da atividade de testemunho. Esse foi um ano turbulento para o mundo e para as Testemunhas de Jeová. A 2ª Guerra Mundial havia começado, a obra das Testemunhas de Jeová veio a estar sob proscrição em vários países e centenas de Testemunhas de Jeová foram presas; nos Estados Unidos, filhos de Testemunhas de Jeová estavam sendo expulsos da escola por se recusarem a saudar a bandeira (visto por elas como uma forma de adoração de imagem); a posição de neutralidade das Testemunhas para com a guerra inspirava quase sempre antagonismo violento por parte dos que se orgulhavam de sua lealdade e patriotismo; ataques de turbas enfurecidas estavam começando a se espalhar.

Sobre a fiel crença nas pregações de Joseph Rutherford

Naquele verão [1940].. o Juiz Rutherford indicou que ‘esta deveria ser a última
assembléia que teríamos antes de romper a grande tribulação’. Quando veio o outono de 1940 e guardei minhas roupas de verão, lembro-me de ter pensado que, provavelmente, jamais as pegaria novamente — que o Armagedom teria vindo ou estaríamos todos então em campos de concentração, como muitas Testemunhas na Alemanha Nazista.

Ainda sobre o mesmo tema, Raymond Franz alguns meses mais tarde, enquanto esperava a proximidade do Armagedom, "ficou estupefado" quando seu tio, Fred Franz, "falar ao contrário" e sugerindo a assinatura da revista A Sentinela "não precisava fazê-la por apenas seis meses — poderia fazê-la por um ano inteiro ou dois anos, se quisesse!’ 
Cita o pavoroso fanatismo quando pregador da mensagem dos Testemunhas de Jeová, jovens de um campo de mineração gritavam "negadores do inferno, enquanto passávamos" e "estava feliz por fazer parte de uma organização livre de tal intolerância".
Na idade de 19 anos comenta a pregação de Rutherford em tom paternal, onde foi doado um exemplar do livro intitulado Filhos, e no livro é apresentado que "Podemos bem adiar o nosso casamento até que a paz duradoura venha à terra. Agora nada devemos acrescentar às nossas tarefas, mas estejamos livres e equipados para servir ao Senhor.", reunião esta citada pela revista A Sentinela de 15 de dezembro de 1941:

Ao receber o presente [o livro Filhos], as crianças enfileiradas seguravam-no junto a si, não como um brinquedo ou passatempo para o prazer ocioso, mas como o instrumento provido pelo Senhor para a obra mais eficaz nos meses que restam antes do Armagedom.

Assim creu e em 1942 vivia num trailer com outras jovens testemunhas em Wellston (Ohio), Ohio, como "pioneiro especial" onde a alimentação diária se compunha "geralmente de batata cozida, margarina e pão dormido", tendo sido submetido algumas vezes à prisão nesta cidade, e o trailer fora virado por intolerantes religiosos. Estava tão acostumado em padecer pela fé que pregava que ao passar cinco noites, em 1944, em "Bete Sarim", uma residência de classe alta da organização religiosa, em São Diego, Califórnia, refletiu, a época, porque um pregador das Testemunhas de Jeová iria querer "alojar-se lá" em tamanho luxo, pois cria fielmente no breve Armagedom. Na preparação em 1946 por Nathan Knorr, quando estavam sendo ele e outros preparados para supervisores a serem enviados a diversos países a norma era: A perda do celibato significava perda da designação. Dali seguiu para Porto Rico onde sofreu com ataques de disenteria, seguidos de infecção paratífica.

## Críticas
| “ | Nos anos passados, muita literatura sobre as Testemunhas de Jeová de qualidade variável tem sido publicada… com algumas exceções, ela tem sido deficiente, quando analisada do ponto de vista da crítica erudita… Uma obra bem documentada sobre este polémico movimento finalmente torna-se disponível para o público em geral… Nenhum erudito sério ou leitor… pode agora ignorar a informação apresentada por Raymond Franz | ” |

| “                                   | Uma falha comum aos autores que se acham na obrigação de expor os erros reais ou imaginários dentro do movimento religioso com o qual por fim são forçados a romper, são os sentimentos de ressentimento e amargura. Pouco disso será encontrado em Crise de Consciência. Pelo contrário, o tom calmo desperta-nos o respeito e a admiração. | ” |
| — Doutor em Teologia Ingemar Linder | |   |

| “ | Um relato comovente… uma história de vida, que traz a luz o funcionamento e as atividades internas da Organização. (Arquivo de Ciências Sociais das Religiões, Paris, França) | ” |

| “                               | O livro vai muito além da narrativa da crise pessoal de Franz. Ele descreve a crise bem maior com a qual se defrontam as Testemunhas de Jeová em todo o mundo." | ” |
| — (Revista Chiristianity Today) | |   |

| “                                                 | Ele sacode as consciências… uma advertência do que pode acontecer quando o indivíduo entrega a uma organização [religiosa], seu direito divinamente concedido de tomar decisões. | ” |
| — Kim Kimmons, Editora-gerente The Franklin Press | |   |

| “ | Uma visão franca e informativa ímpar da estrutura de atividade e do funcionamento interno da organização religiosa conhecida como Testemunhas de Jeová.... o livro é um pungente documento pessoal, que reafirma o valor da liberdade de consciência… para o problema clássico de como manter acesso este valor em face do perene ressurgimento das estruturas burocráticas e autoritárias." (Dr. Joseph F. Zygmunt, Prof. adjunto do Departamento de Sociologia Universidade de Conneticut, EUA) | ” |

| “                                                       | os grupos religiosos… a menos que sejam fortalecidos pela verdadeira compreensão da Graça de Deus, vêm a cair na mesma armadilha e a comportar-se da mesma maneira. | ” |
| — Dr. Desmond Ford, Professsor do Pacific Union College | |   |